# John Friend Mahoney
John Friend Mahoney (Fond du Lac, 1 de agosto de 1889 — 23 de fevereiro de 1957) foi um médico estadunidense. Foi pioneiro no tratamento da sífilis com penicilina.

## Juventude e educação
Filho de David e Mary Ann Mahoney, John Friend Mahoney nasceu em 1º de agosto de 1889 em Fond du Lac, Wisconsin. Em 1914, Mahoney se formou na Marquette University com treinamento clínico associado no Milwaukee County Hospital e no Chicago Lying-in Hospital.

## Carreira
A partir de 1917, ele trabalhou como cirurgião assistente nas forças dos EUA na Europa durante a Primeira Guerra Mundial. Depois de retornar em 1919, ele serviu no Serviço de Saúde Pública dos Estados Unidos em várias estações de quarentena e hospitais marítimos, incluindo a Ilha Ellis. Nesse contexto, é de 1925 a 1929 que é enviado para a Europa. Enquanto estava na Inglaterra, Irlanda e Alemanha, Mahoney estudou o tratamento da sífilis.
Desde 1929, Mahoney foi Diretor do Laboratório de Pesquisa de Doenças Venerais da Food and Drug Administration. O laboratório aprimorou os testes sorológicos para sífilis e demonstrou, com o advento do tratamento com sulfonamida nos Estados Unidos na década de 1930, sua eficácia na gonorreia. Ele também foi Diretor Médico do Hospital Marinho em Staten Island.
Mahoney foi informado das possibilidades do tratamento com penicilina por um artigo de Wallace Herrell e colegas da Clínica Mayo. Atenção especial foi dada ao tratamento de pacientes com gonorreia, onde o patógeno era resistente às sulfonamidas. Mahoney pôde confirmar isso e também começou a testar a penicilina para sífilis, primeiro in vitro, sem sucesso, depois em coelhos. O Dr. John F. Mahoney liderou os experimentos da Prisão de Terre Haute e supervisionou o Dr. Cutler no Experimento de Sífilis da Guatemala. Em 1929, o Dr. Mahoney trabalhou como diretor do Venereal Disease Research Lab em Staten Island, onde os experimentos de Terre Haute começaram em 1943. Foi aqui também que Cutler o ajudou pela primeira vez. Depois de interromper os experimentos de Terre Haute por falta de infecção precisa de indivíduos com gonorréia, o Dr. Mahoney passou a estudar os efeitos da penicilina na sífilis. Sua pesquisa encontrou grande sucesso para os tratamentos com penicilina e o exército dos Estados Unidos a adotou na prescrição de DST. Embora parecesse próspero, Mahoney e seus colaboradores questionaram a eficácia a longo prazo de eliminar a doença em todos os indivíduos. Mahoney, Cutler e outros pesquisadores sentiram que um grupo menor e mais controlado de indivíduos a serem estudados seria mais útil para encontrar essa cura. Isso levou ao uso de cidadãos guatemaltecos como sujeitos. Uma vez que isso teve sucesso, ele começou os testes clínicos. Ele se apresentou em uma reunião do American Public Health Association, em Nova York, em outubro de 1943, os primeiros resultados em quatro pacientes nos estágios iniciais da doença. A Time relatou as descobertas. Com o envolvimento de Mahoney, o Comitê de Pesquisa Médica iniciou um extenso ensaio clínico com mais de 1 400 pacientes em diferentes hospitais. Mahoney liderou o estudo no Staten Island Marine Hospital. Em junho de 1944, a penicilina foi introduzida como tratamento padrão para a sífilis no Exército dos Estados Unidos.
Em 1946, Mahoney foi um dos primeiros vencedores do Prêmio Lasker. Em 1948, ele foi presidente do Comitê de Especialistas em Doenças Venéreas da Organização Mundial da Saúde em sua primeira reunião em Genebra. Em dezembro de 1949 aposentou-se do Serviço de Saúde Pública. Em 1950, ele foi nomeado comissário do Departamento de Saúde da cidade de Nova York, servindo até 1953.